# Christian Rubio Sivodedov
Christian Rubio Sivodedov, född 7 november 1997 i Sundsvall, är en svensk fotbollsspelare.

## Karriär
Rubio Sivodedov började spela i Djurgårdens IF som sexåring 2004. Han debuterade i A-laget i en träningsmatch mot Örebro SK den 8 februari 2013 som slutade med en 0–2-förlust för Djurgården. Han gjorde allsvensk debut den 14 juli 2014 mot IFK Norrköping.
I januari 2015 värvades Rubio Sivodedov av Schalke 04. I januari 2017 värvades han av norska Strømsgodset, där han skrev på ett tvåårskontrakt. Den 15 mars 2018 presenterades att han lånas ut till GIF Sundsvall i Allsvenskan fram till 31 juli 2018.
I april 2019 värvades Rubio Sivodedov av division 1-klubben Akropolis IF. I december 2019 förlängde han sitt kontrakt med två år. I januari 2022 värvades Rubio Sivodedov av Norrby IF, där han skrev på ett tvåårskontrakt.

## Privatliv
Christian Rubio Sivodedovs far är från Kuba och hans mor från Ryssland.